# Culiseta inornata
Culiseta inornata är en tvåvingeart som först beskrevs av Samuel Wendell Williston  1893.  Culiseta inornata ingår i släktet Culiseta och familjen stickmyggor. Inga underarter finns listade i Catalogue of Life.